# Stefan Zackenfels
Stefan Zackenfels (* 3. Januar 1965 in Offenbach am Main) ist ein ehemaliger deutscher Politiker. Er war für die SPD Mitglied des Abgeordnetenhauses von Berlin.

## Leben
Zackenfels stammt aus einer nichtakademischen Familie, machte in Frankfurt am Main Abitur und studierte in Paris Betriebswirtschaftslehre zum Diplom-Kaufmann. Nach beruflichen Etappen bei BNP/Banque Paribas und Arthur Andersen folgte ein Masterstudium in Boston. Von 1993 bis 1998 war Zackenfels in einem Verbund von Steuerberatern und Anwälten (ETL) tätig, zuletzt als geschäftsführender Gesellschafter. Ab 1999 war er selbständiger Steuerberater. Seit 2012 ist er kaufmännischer Geschäftsführer eines Berliner Investmentunternehmens. Stefan Zackenfels ist verheiratet und hat ein Kind.

## Politik
Von 2001 bis 2011 vertrat er den Wahlkreis Friedrichshain-Kreuzberg 3 im Berliner Abgeordnetenhaus. Unter seiner maßgeblichen Beteiligung wurde dort der Ausschuss Beteiligungcontrolling gegründet, dessen Vorsitz er vier Jahre innehatte. Weiter war Zackenfels unter anderem Mitglied im Hauptausschuss und seit 2006 finanzpolitischer Sprecher der Fraktion. Zu der Wahl zum Abgeordnetenhaus von Berlin 2011 verzichtete er auf eine erneute Kandidatur.

## Mitgliedschaften
Zackenfels ist Mitglied bei den Berliner Wirtschaftsgesprächen, im Städtepartnerschaftsverein Kreuzberg-San Rafael del Sur und bei der Arbeiterwohlfahrt (AWO).
| Personendaten    | Personendaten                  |
| ---------------- | ------------------------------ |
| NAME             | Zackenfels, Stefan             |
| KURZBESCHREIBUNG | deutscher Politiker (SPD), MdA |
| GEBURTSDATUM     | 3. Januar 1965                 |
| GEBURTSORT       | Offenbach am Main              |